# Montell Jordan
Montell Jordan (nascido em 03 de dezembro de 1968) é um cantor, compositor, produtor e pastor estadunidense. Foi o primeiro artista de R&B a assinar com o selo discográfico Def Jam e se converteu no principal artista masculino da gravadora até abandoná-la em 2003. Ele abandonou a carreira musical em 2010 para se tornar líder da Victory World Church em Norcross, no estado da Georgia.

## Discografia
- 1995 - This Is How We Do It
- 1996 - More...
- 1998 - Let's Ride
- 1999 - Get It On… Tonite
- 2002 - Montell Jordann
- 2003 - Life After Def
- 2008 - Let It Rain

## Filmografia
- 1996 - O Professor Aloprado como ele mesmo
- 2004 - Resistindo às Tentações como Sr. Johnson